# Meditaciones sobre la vida de Cristo

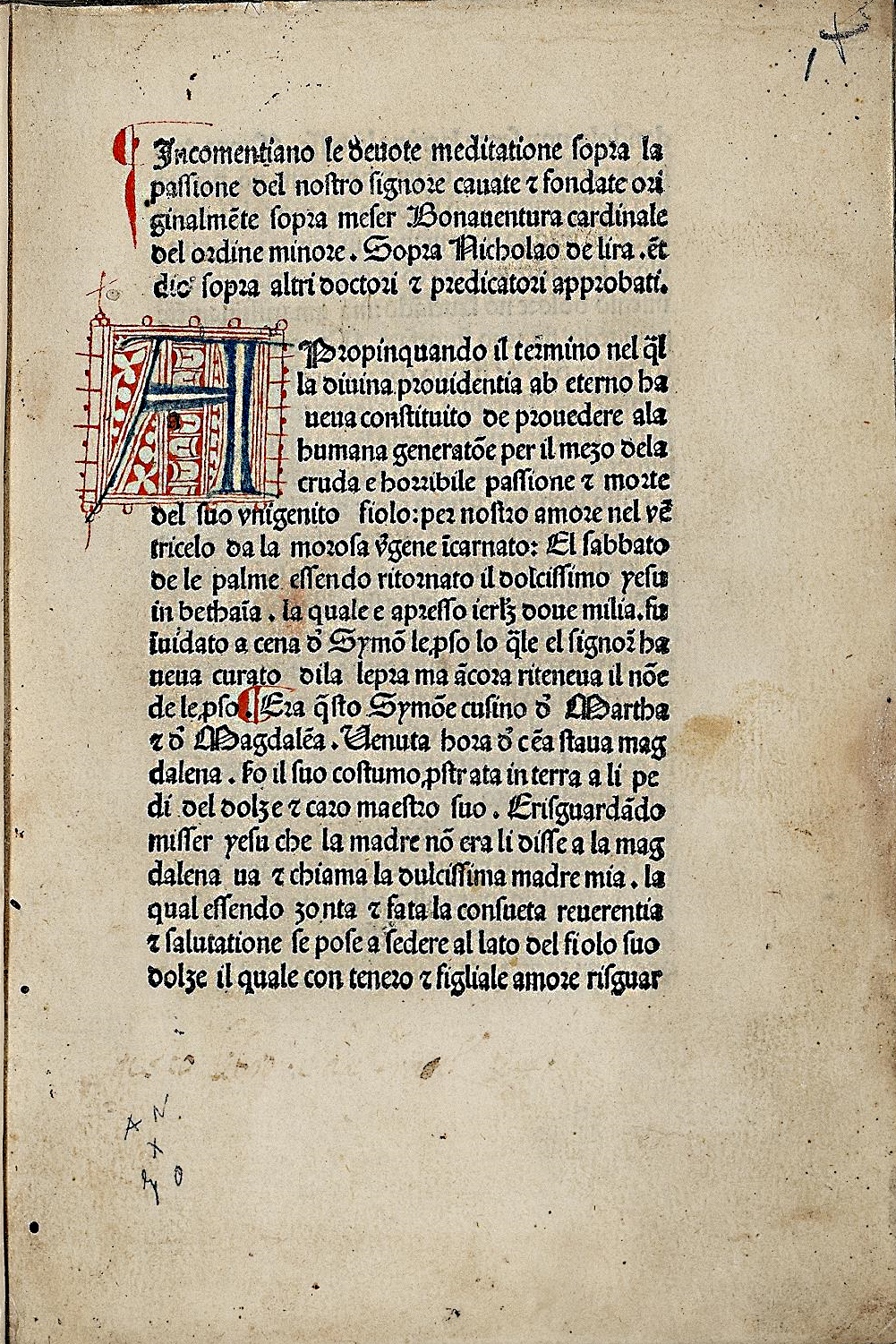
Meditationes uitae Christi ca. 1478

Las Meditaciones sobre la vida de Cristo (en latín: Meditationes Vitae Christi o Meditationes De Vita Christi; en italiano Meditazione della vita di Cristo) es una obra devocional del siglo XIV, traducida posteriormente al inglés medio por Nicholas Love como El espejo de la bendita vida de Jesucristo.

## Autoría
La fecha exacta de composición de la obra, así como su autor, ha suscitado un gran debate. Hasta finales del siglo XIX, se atribuía tradicionalmente a  San Buenaventura. Una vez que se comprobó que la obra no era de él, se cambió la adscripción a pseudo-Buenaventura, y se juzgó de autoría franciscana desconocida.
El editor de la edición crítica de las Meditaciones latinas la asoció a un Juan de Caulibus (en latín: Johannes de Caulibus), una atribución que también aparece en la traducción inglesa más reciente de la obra. Se ha argumentado que la obra en latín fue escrita alrededor de 1300 por Jacobus de Sancto Geminiano, que también es identificable como el líder de una revuelta de espirituales toscanos, uno de los Fraticelli, en 1312. También se ha argumentado que la versión original fue compuesta en italiano, quizás por una monja italiana de la orden de  Clarisas.

## Influencia
La popularidad de la obra en la Edad Media queda demostrada por la supervivencia de más de doscientas copias  manuscritas, incluidas diecisiete iluminadas. La popularidad de la obra aumentó aún más con las primeras ediciones impresas, con un cuaderno veneciano de 1497 que se conserva.
Las detalladas evocaciones de la obra de momentos de la vida de Cristo y su madre pueden haber influido en el arte del Trecento temprano.   También se le ha atribuido el mérito de haber inspirado el gran aumento de representaciones del Velo de la Verónica desde finales del siglo XIV.